# 埃德蒙·伯克
埃德蒙·伯克（英語：Edmund Burke，1729年1月12日—1797年7月9日），愛爾蘭裔的英國的政治家、作家、演說家、政治理論家和哲學家，他曾在英國下議院擔任了數年輝格黨的議員。他最為後人所知的事蹟包括了他反對英王喬治三世和英國政府、支持美國殖民地以及後來的美國革命的立場，以及他後來對於法國大革命的批判。對法國大革命的反思使他成為輝格黨裡的保守主義主要人物（他還以「老輝格」自稱），反制黨內提倡革命的「新輝格」。伯克也出版了許多與美學有關的著作，並且創立了一份名為Annual Register的政治期刊。他經常被視為是英美保守主義的奠基者。

## 生平

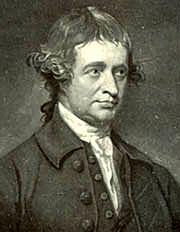
"The writers against religion, whilst they oppose every system, are wisely careful never to set up any of their own." 《為自然社會辯護：檢視人類遭遇的痛苦和邪惡》

生於愛爾蘭都柏林的伯克，其祖先原為愛爾蘭芒斯特地區的天主教家族，父親是一名改信了愛爾蘭聖公會的知名職業律師。他的母親瑪莉（約1702-1770）則是信仰天主教，來自南部科克郡一個貧窮但有教養的家庭。伯克跟隨父親的信仰長大，並且一生中都信仰英國國教，雖然後來他的政敵會以此為把柄攻擊他帶有同情天主教的心態。他的妹妹朱麗安納則是信仰天主教長大。
在幼年歲月裡，伯克偶尔會離開空氣不健康的都柏林，前往他母親位於黑水山谷的家居住。他在一所距離都柏林30哩外的貴格會學校接受了幼年的教育，並且在1744年繼續至都柏林三一學院就讀。在1747年他創立了一個辯論社，被稱為埃德蒙·伯克的辯論社，這個辯論社到了1770年與歷史社合併而成為後來知名的學院歷史社一直到現在。伯克當年於辯論社內留下的紀錄一直被歷史社保存至今。伯克在1748年畢業，他的父親希望他研讀法學，因此在1750年將他送至倫敦就讀法學院，但不久後伯克便放棄法學途徑而改前往歐洲大陸留學。
伯克的第一篇論文：《為自然社會辯護：檢視人類遭遇的痛苦和邪惡》在1756年發表並且經常被以為是一封寄給第一代布林布鲁克子爵亨利·圣约翰的信函，這封信原本被當成一篇正經的無政府主義論文，伯克宣稱這篇論文只是一篇諷刺文章。許多現代學者也將此文視為諷刺文，然而，其他人則認為這的確是一篇替無政府主義辯護的正經文章（這種解釋尤其被穆瑞·羅斯巴德支持）。無論是諷刺與否，這篇文章的確是第一篇無政府主義的論文，並且被許多後來的無政府主義者如威廉·戈德溫認真看待。在1757年伯克發表了一篇有關美學的論文—《論崇高與美麗概念起源的哲學探究》，這篇文章吸引了一些突出的歐陸思想家如德尼·狄德羅和伊曼努尔·康德的注意。在接下來一年裡，在英國作家Robert Dodsley的協助下，伯克開始出版具影響力的Annual Register—一份以由許多作家主筆、以探討每年國際政治時事為主題的政治期刊。在倫敦，伯克也與許多當時突出的知識分子和藝術家接觸，包括了塞繆爾·詹森等人。
在1757年3月12日伯克與來自天主教家庭的珍·瑪莉·納金特（1734-1812）結婚，兩人是透過她擔任醫生的父親在巴斯市替伯克治療而相識。結婚後兩人於1758年2月生下了一名兒子理查，但另一名兒子克里斯多夫則在嬰兒時期死去。
大約在這個時候，伯克在他人介紹下認識了另一名政治家威廉·吉羅德·漢密爾頓（William Gerard Hamilton）—暱稱為「只做過一次演講的漢密爾頓」，當漢密爾頓被指派為愛爾蘭布政司時，伯克前往都柏林擔任他的私人秘書，一直擔任這個職位達三年之久。在1756年伯克成為了輝格黨政治家、和當時擔任英國首相的羅金漢侯爵的私人秘書，兩人自此成為親密的好友，一直到羅金漢在1782年早逝為止。

### 政治生涯

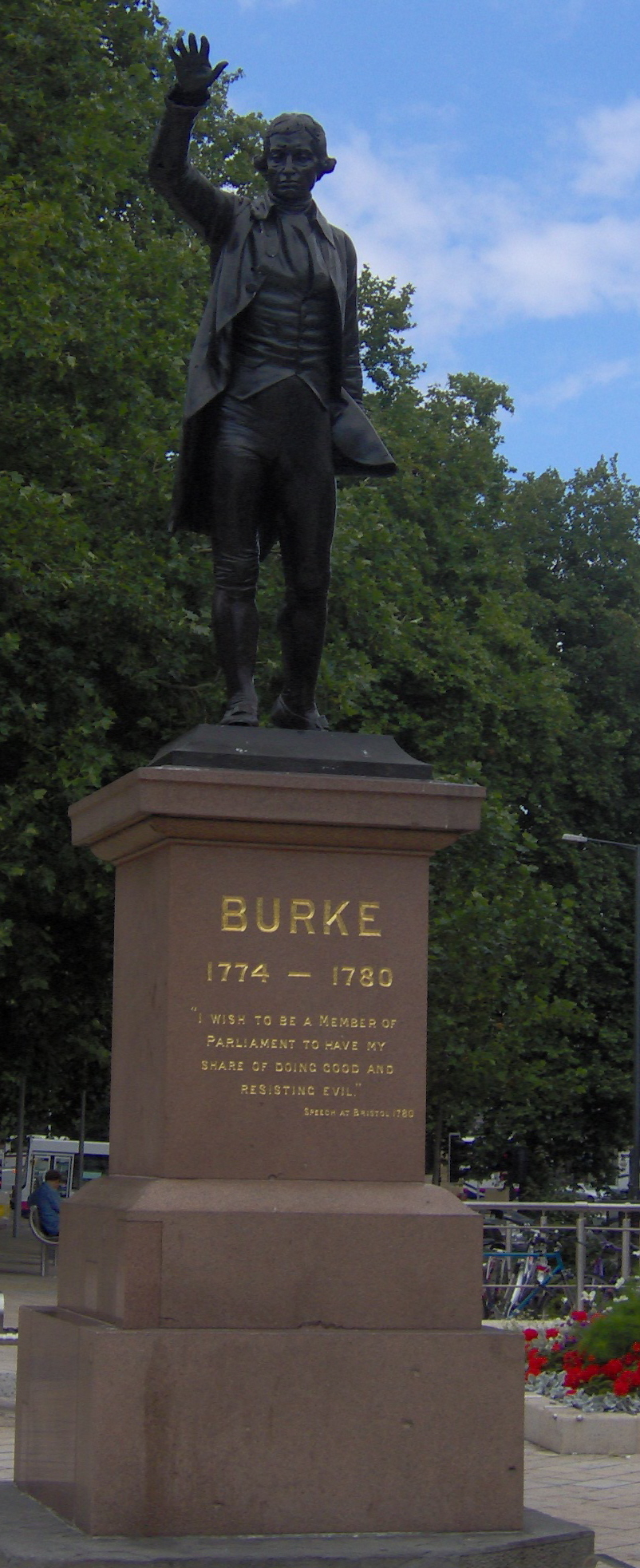
伯克在布理斯托的雕像，碑文寫的是：伯克，1774-1780，「我希望成為國會的成員之一，讓我能有一席共創美德並抵抗邪惡的座位。」1780年於布理斯托的演講

在1765年伯克進入了英國國會，成為代表文多弗的下議院議員，文多弗只是一個有名無實的袖珍型選區，當時是由羅金漢侯爵的一名政治盟友所掌控。在議院裡伯克帶頭辯論有關憲法對於國王權力的限制，他強烈批判沒有經過限制的君王權力，並且強調政黨在保持反對派勢力上的重要性，以免君王或是某政府派系有機會濫用政治權力。他在這方面最知名的論文是1770年寫下的《关于当前不满原因的思考》。伯克表達他對於美國殖民地在喬治三世及其代理政府治下暴發的不滿情緒的同情，他也積極反制在愛爾蘭迫害天主教的活動，並且譴責腐敗而濫權的東印度公司。
在1769年伯克出版了一本名為《當前國家的情況》的小冊子以回覆另一名輝格黨政治家乔治·格伦维尔。在同一年他買下了位於比肯斯菲尔德近郊的一片土地，將其命名為「格里高里」，這片廣達600英畝的地產大多是透過借來的資金購買的，雖然伯克同時也獲得了一批包含提香畫作在內的藝術品，格里高里在後來幾十年裡對伯克造成極大的財務負擔。伯克的演講和寫作到此時已經使他相當知名，許多人甚至揣測他就是當年名噪一時的匿名信作家「Junius」。在1774年他競選布里斯托選區的國會議員，布里斯托當時被稱為「英格蘭的第二都市」，有著龐大的人口，也因此議員選舉有著實際的競爭、而且還相當激烈，伯克的政見包含了替代議民主制原則辯護，批判當時認為民意代表只應該替他們自己選區利益著想的概念。伯克的這些理論也構成了代議政治裡有關民意代表和代理人的理論。他對於自由貿易和天主教解禁的支持使他與自己的選區主流民意產生衝突，最後導致他在1780年失去了國會席位。在那之後伯克改成為代表莫爾頓（Malton）地區的議員，莫爾頓又是一個由羅金漢侯爵控制、有名無實的袖珍選區。
在托利黨的諾斯勳爵執政下，英國在美國獨立戰爭中的戰局越來越糟，最後伯克在終結這場戰爭上扮演了相當重要的角色，尤其是他發表的演講《與美國和解》（1775）與他寫的《致布里斯托首長的信》（1777）。諾斯勳爵政府的下台使得羅金漢侯爵開始掌權，伯克被指派為軍隊主計官和樞密院的成員，然而在僅僅幾個月後的1782年7月羅金漢侯爵便突然去世了。
伯克接著支持同黨的查理斯·詹姆斯·福克斯與諾斯勳爵組成聯合政府，但在不久他便對此感到後悔，認為那是他犯下最大的政治錯誤。在短命的聯合政府中他繼續擔任主計官的職位，並且挺身支持福克斯所提出的改革東印度公司的法案—雖然最後法案沒有成功、而且還成為另一個大失敗。聯合政府在1783年下台，接著被托利黨的小威廉·皮特取代，皮特領導下的政府長期執政到1801年為止。在接下來的議員生涯裡伯克便一直扮演反對派的角色，在1786年他開始監督當時第一任英屬印度的總督沃倫·黑斯廷斯，最後對他提起控訴，伯克擔任審判中的主要角色，官司從1787年開始一直打到1794年黑斯廷斯被判無罪為止。

### 對法國大革命的回應
由於伯克之前對於美國獨立的強烈支持和他對王室特權的長期對抗記錄，當他在1790年發表《對法國大革命的反思》時震驚了許多人。在整場法國大革命中，伯克成為英國最早而又最突出的法國大革命批判者，他認為大革命已經演變為一場顛覆傳統和正當權威的暴力叛亂，而非追求代議、憲法民主的改革運動，他批評大革命是企圖切斷複雜的人類社會關係的實驗，也因此淪為一場大災難。他還特別譴責民主：「一名理髮師或是一名蠟燭製造者的職業不可能成為任何人眼中的榮譽，更不用說其他一堆更為次等的職業。這些人不應該受到國家的迫害，但如果這些人被允許進行統治—無論是個人的還是集體的，國家反而是受到了這些人的迫害。」之前曾欣賞伯克的許多人如托瑪斯·傑佛遜以及同為輝格黨的政治家查尔斯·詹姆斯·福克斯都譴責伯克是一名反動份子以及民主的敵人，托馬斯·潘恩還在1791年寫下《人權》一書以回應伯克。不過，許多同樣支持民主的政治家如約翰·亞當斯則認為伯克對法國大革命的評價是正確的。
由於這些事件造成的爭議使得輝格黨內部產生衝突，最後使得伯克與福克斯的合作關係及友誼畫下休止符。在1791年伯克發表了《呼籲從新輝格回歸老輝格》一文，再度展開他對於法國大革命中燃起的激進革命思想的批判，並且批評輝格黨內部那些支持這些革命的人。最後大多數的輝格黨人選擇站在伯克這邊，並且表決支持保守派的小威廉·皮特政府，皮特接著在1793年向法國革命政府宣戰。
在1794年，兒子理查的突然去世帶給伯克嚴重的打擊，身為獨子的理查一直深受伯克疼愛，而且伯克還對他寄予深厚的期望。在同年沃倫·黑斯廷斯的審判以無罪終結，伯克以全盤失敗收場。伯克感覺他的工作已經告一段落、也沒有精力再奮鬥了，因此他不久後便離開了國會。當時英國國王（由於伯克對法國大革命的立場而剛開始欽重他）想要將他封為比肯斯菲爾德伯爵，但由於獨子理查的去世，即使封爵也沒有什麼榮譽和好處可言了。伯克只願意接受一筆大約£2.500英鎊的退休金，這筆退休金還被貝德福公爵和羅德岱堡侯爵所批評，伯克於是在1796年寫信回覆了他們。伯克最後的著作是1796年的《論弒君的和平》（1796），呼籲英國與法國重新協議和平。
在經歷長年的疾病後，伯克在1797年於白金漢郡的比肯斯菲爾家中去世，並在6天後被埋葬在愛子理查的墓旁，他的妻子納金特則在十五年後才去世。

## 影響和評價
伯克的《對法國大革命的反思》在出版時非常的具爭議性，書中使用的激烈語調和許多誇大的描述還使許多人認為伯克已經失去判斷能力了。然而，這本書逐漸成為伯克最知名而又最具影響力的著作，在英語世界，伯克經常被視為是現代保守主義的奠基者，他的思想對於弗里德里克·哈耶克和卡爾·波普爾等古典自由主義者也有極為深刻的影響。伯克的「自由保守主義」堅持反對政府依據抽象的理念進行統治、或是實行「全盤的」政治變動，與信奉獨裁保守主義的歐陸哲學家如約瑟夫·德·邁斯特形成強烈對比。
伯克對於當時的經濟思想也有極大的影響，他是自由貿易和自由市場體制的堅定支持者，他認為政府若是企圖以任何手段操弄市場，便是違反了市場經濟的原則，事實上伯克堅持著「自由放任」的經濟原則。伯克在他的《短缺的思索和研究》中寫下了許多他的經濟思想。亞當·斯密還曾說道：「伯克就我所知是唯一一個在與我相識之前便已經與我有完全相同的經濟思想的人。」而自由主義的歷史學家阿克頓勳爵則將伯克列為最偉大的三位自由主義思想家之一，與威廉·尤爾特·格萊斯頓和托马斯·巴宾顿·麦考利並列。
伯克死後，對他的評價可以從卡爾·馬克思和溫斯頓·邱吉爾兩人的極端對比中看出端倪。
卡爾·馬克思是伯克思想的嚴厲批評者，他在《資本論》一書中寫道：
這個馬屁精受了英國君王的賄賂，讓他批評法國大革命，就有如他在美國問題的開頭時被北美殖民者收買以讚美他們，這個假扮自由主義者對抗英國君王的傢伙，只是個徹底下流的資產階級。
而溫斯頓·邱吉爾則在《政治的一致性》裡寫道：
伯克在一方面來看是個倡導自由的先驅，在另一方面來看是個替權威發聲的辯護者。但人們對他生命中政治立場不一的指控現在看來只不過是小事一樁，歷史直接證明了他所一貫保持的動機和理念，以及在一連串他生命中所面臨的問題，他都顯現出一樣深刻而誠懇的精神，他的權威是對於專制的反抗，無論那是對抗一個跋扈的君主或是一個腐敗的法庭和國會體制，或是任何證明了沒有自由存在的政體，對他而言都是一個必須加以對抗的殘忍暴政和邪惡集團。沒有人在閱讀到伯克對於自由和權威的同時辯護時能不體會到他始終是出於同一個目標，追求同樣的社會和政府的理想，並且捍衛它們免受任何襲擊—無論是來自於這個極端、或是那個極端。
伯克的名字在身後也成為英國許多知名組織和事物的名稱。

## 演講
伯克在英國下議院曾作出數次知名的演講：
- 論美國的稅制（1774）：「當初你以建立商業壟斷而非獲取利潤為目標設置了那些殖民地，無論是否正確，這在今天已經形成了一個問題。你不能以一樣的權力組織達成這兩個目標，將統一實行的內部和外部壟斷加以統一的內部和外部課稅，是一種不自然的結合，完全是無利可圖的奴隸制度。」
- 論與美國和解（1775）：「這個提議就是和平。沒有和平會透過戰爭作為媒介，沒有和平是以複雜萬千而永無止盡的談判來達成的，沒有和平會在大家的爭執吵鬧中達成，在原則上，在我們帝國的所有領土上，沒有和平會依賴於法律體制的複雜判決、或是複雜的政府所作出的模糊立場。和平就是和平，發自其自然的本質、發自其最樸實的一面，那就是帶有和平精神的追求和平，純粹根基於愛好和平的基礎上…」

同樣知名的是他在1774年競選布里斯托選區議員時的演講：
- 布里斯托競選演講（1774）[6]：「…民意代表應該要把自己住在一個最團結、最廣達基層、最沒有障礙阻撓他與選民之間溝通的選區，視為自己的一種榮譽和快樂。他應該要將選民的期望惦記在心，尊重選民的意見，並且持續關心民間的事業發展。民意代表應該將犧牲他的睡眠時間、他的快樂、他的滿足以服務選民視為是一種責任，並且要將選民的利益超越他自身的利益。然而，民意代表自身所抱持的沒有偏見的理念、他的成熟判斷力、他的良心，則不應該犧牲給你、或給任何其他人。他保留的這些堅持並不會剝奪你的快樂、也不會侵犯法律和憲法，它們是一種基於信賴的托付，他必須要對這種托付付起全盤責任。你的民意代表擁有你，不只是他的產業、也是他的判斷能力。如果他向你放棄了這些堅持，那麼他不是服務了你，而是背叛了你。」

## 著作
- 1775. Conciliation with the Colonies—《與美國和解》，這篇長達74頁的演講稿是伯克在1775年3月22日於下議院發表的，演講的其中一句是：「使用武力只能是暫時性的。如果和解失敗，武力還可以持續；但如果武力也失敗了，那麼連和解的希望都沒有了。」
- 1756. A Vindication of Natural Society: A View of the Miseries and Evils Arising to Mankind—《為自然社會辯護：檢視人類遭遇的痛苦和邪惡》，這篇非常激進的政治論文最初是以匿名發表，當伯克被指出是背後的作者時，他推稱這只是一篇諷刺文章罷了。學術界通常認為實情的確如伯克所言，然而穆瑞·羅斯巴德則認為此文是伯克認真撰寫的政治文章，最後為了自保而不得不改口。
- 1757. A Philosophical Enquiry into the Origin of Our Ideas of the Sublime and Beautiful—《論崇高與美麗概念起源的哲學探究》，伯克在年僅19歲時寫下此書，但要一直到27歲時此書才得以出版。
- 1790. Reflections on the Revolution in France—《對法國大革命的反思》，是伯克對於法國大革命以及與其連結的让-雅克·卢梭政治思想的批判，這本書在大革命白熱化之前便已出版，正確預言了革命將會陷入恐怖、暴政、和不幸的下場。支持美國獨立戰爭的伯克寫下此書，也是為了回覆一些當時誤以為他也會支持法國大革命的人。

## 軼事
- 由於失去了摯愛的獨子，伯克在1794年婉拒了英王喬治三世要封他為比肯斯菲爾德伯爵的提議。這個封號後來被封給了班傑明·迪斯雷利—保守黨的政治家和首相。
- 《對法國大革命的反思》原先是伯克寫給一名法國貴族的信，這位貴族的真實身分一直帶有爭議，伯克的秘書Thomas Copeland稱是這位貴族其實是法國外交官Victor Marie du Pont。值得一提的是，Victor的弟弟Eleuthère Irénée du Pont後來成為杜邦公司的創辦人。
- 在2007年2月7日的LOST檔案中，女主角之一的Juliet Burke的前夫也被取名為「埃德蒙·伯克」，雖然電視劇中並沒有顯現兩者有任何思想上的連結。

## 外部連結
- 埃德蒙·伯克的作品  - 古騰堡計劃
- 對法國大革命的反思 （页面存档备份，存于）
- Harris, Ian. . 扎尔塔, 爱德华·N  (编). .
- 以伯克為名的西語智庫
- 互联网档案馆中埃德蒙·伯克的作品或与之相关的作品
- 來自埃德蒙·伯克的LibriVox公共領域有聲讀物
- 埃德蒙·伯克，In Our Time (BBC Radio 4)的《In Our Time》節目。(現在聆聽)
- 中的“埃德蒙·伯克”
- . 英国国家档案馆.
- 英國國家肖像館中的埃德蒙·伯克肖像
- 在Find a Grave上的埃德蒙·伯克

| 前任者： 里查·里格比  | 軍隊主計長 1782年                  | 繼任者： 艾薩克·巴雷          |
| 前任者： 艾薩克·巴雷  | 軍隊主計長 1783年–1784年           | 繼任者： 威廉·溫德姆·格倫維爾 |
| 前任者： 梅爾維爾子爵 | 格拉斯哥大學名譽校長 1783年–1785年 | 繼任者： 羅伯特·葛蘭姆        |